# Elig Yen
Pour les articles homonymes, voir Elig.
Elig Yen est un village de la région du Centre du Cameroun. Il est localisé dans l'arrondissement (commune) d'Okola. On y accède par la piste rurale qui lie Okola à Nkolyem et à Akok.

## Population et société
En 1965, la population de Elig Yen était de 167 habitants. Elig Yen comptait 281 habitants lors du dernier recensement de 2005. La population est constituée pour l’essentiel du peuple Eton.